# Шути

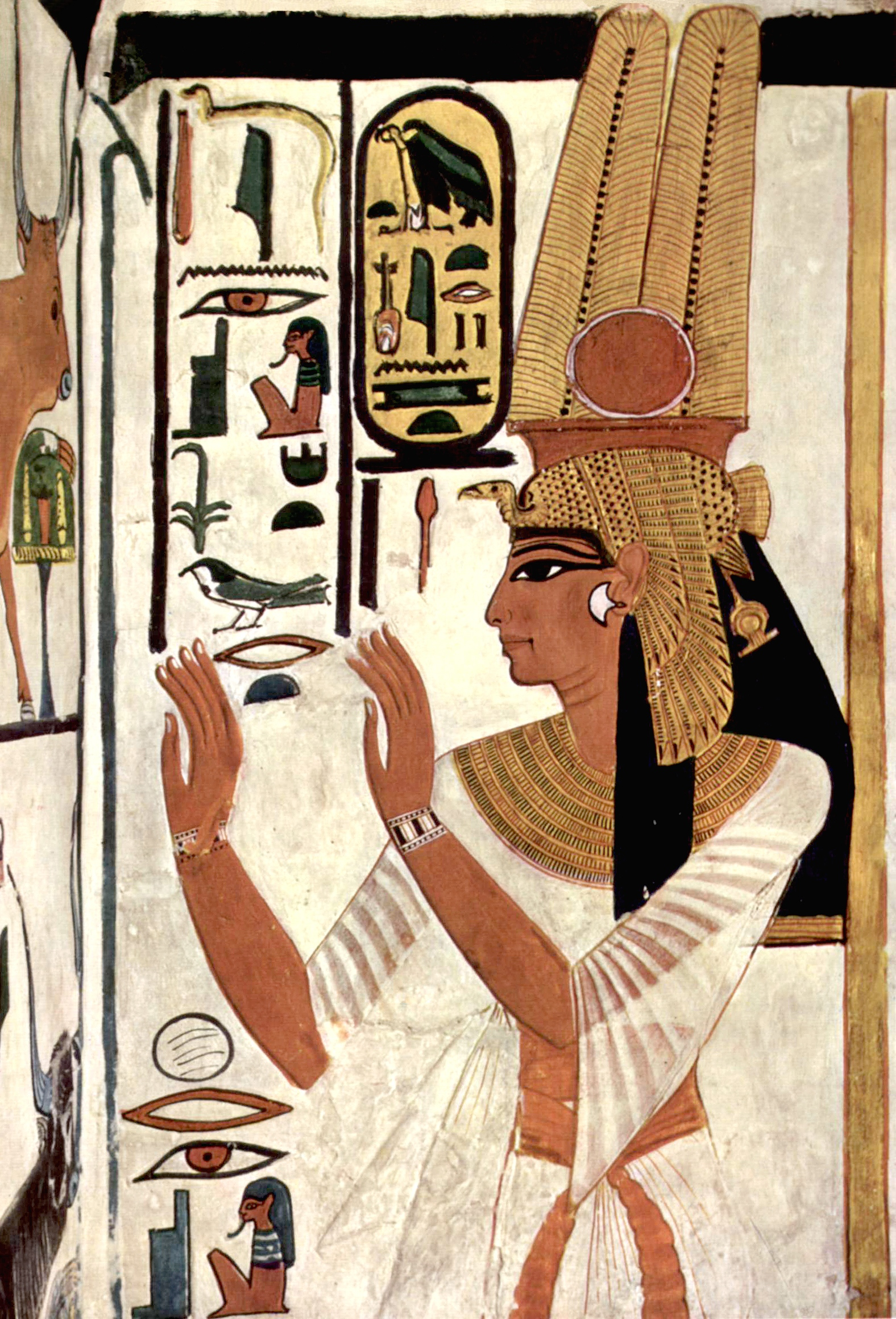
Нефертари Меренмут в короне шути. Изображение из её гробницы (QV66), XIII век до н.э.

Шути (также известная как «корона Амона») — древнеегипетская корона из двух высоких страусиных перьев, у основания которых помещён диск, символизирующий солнце. Перья закреплены на красной платформе — «модиусе».
В изображениях бога Амона от короны шути отходит длинная толстая верёвка (трос), спускающаяся до пола.

## История
| H6 | t · Z4 | S9 | S9 |

| H6 | t · Z4 | S9 | S9 |

Шути относится к иконографии богинь Нехбет, представляемой в образе грифа или стервятника, и Мут. От Нехбет корону переняла нижнеегипетская богиня Уаджит, у которой гриф часто замещается змеиной головой. С IV династии жёны фараонов изображаются в шути, а с периода Пиопи I (VI династия) шути становится обязательным атрибутом официальных празднеств.
В Среднем царстве к парику с шути добавилось фигурное изображение стервятника с распростёртыми крыльями.
В эпоху Нового царства шути комбинируется с париком Хатхор. Расположение шути составляет важную иконографическую датировку. В конце XVII — начале XVIII династий он[что?] располагался на макушке, а уже в конце XVIII династии смещается немного назад. Шути продолжает присутствовать на изображениях различных богинь (Мерт) и жён фараонов.
Корону шути носили такие боги, как бог солнца Амон, бог плодородия Мин и бог войны Монту.
До наших времён не дошло ни одного сохранившегося экземпляра короны шути.

## Галерея

Амон в короне шути
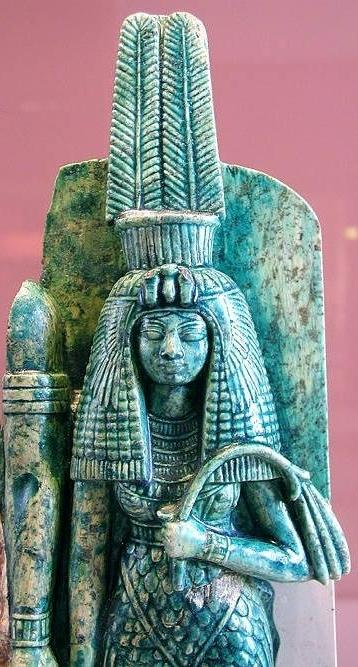
Тия, супруга Аменхотепа III, в короне шути.
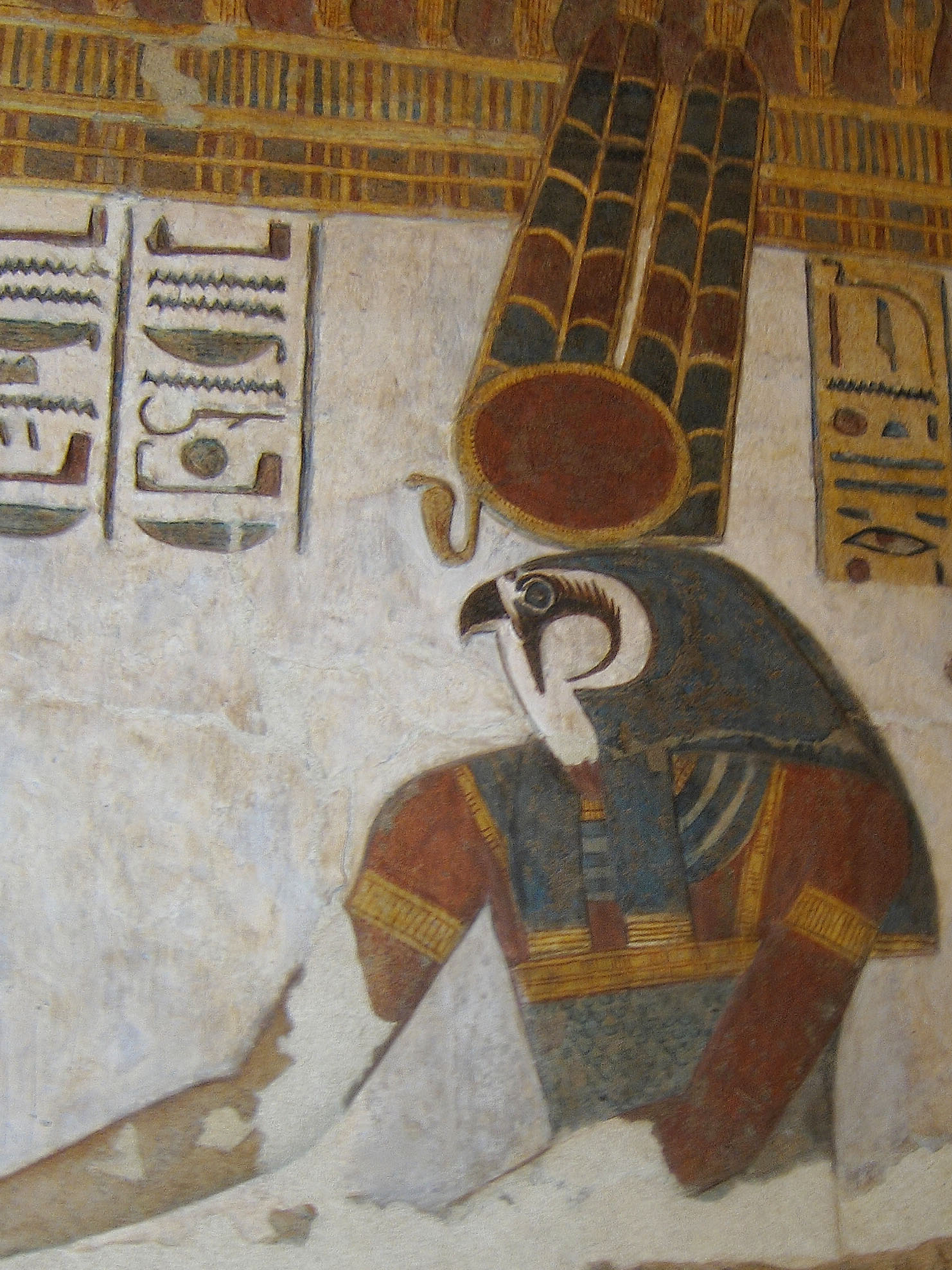
Монту в короне шути